# 宁津生
宁津生（1932年10月22日—2020年3月15日）是一位中国大地测量学家，武汉大学教授，因在大地测量领域的贡献而被誉为“大地之星”。

## 生平
1932年10月22日出生于天津。祖籍安徽桐城，1956年毕业于同济大学。1983年12月加入中国共产党。1984年至1988年任武汉测绘科技大学副校长，1988年至1997年任校长。1995年当选为中国工程院院士。
2020年3月15日于武汉逝世。

## 社会兼职
曾任教育部高等学校测绘学科教学指导委员会主任，中国测绘学会测绘教育工作委员会主任，国家测绘局科技委员会委员，《中国大百科全书》总编委会委员和第二版《测绘学科》主编、《大辞海》分科主编等。